# Alchemilla pycnoloba
Alchemilla pycnoloba é uma espécie de rosácea do gênero Alchemilla, pertencente à família Rosaceae.